# Matsuo Yusuke
Matsuo Yusuke (松尾 佑介, Matsuo Yusuke , sinh ngày 23 tháng 7 năm 1997) là một cầu thủ bóng đá người Nhật Bản, Matsuo thi đấu ở vị trí tiền vệ cánh cho câu lạc bộ Urawa Red Diamonds tại giải J1 League.

## Sự nghiệp
Matsuo đã gia nhập Urawa Red Diamonds vào năm 2022, nơi mà anh ấy đã từng tập luyện vào năm 2010-2016
Vào tháng 1 năm 2023, Matsuo gia nhập câu lạc bộ K.V.C. Westerlo tại Giải hạng nhất Bỉ theo dạng cho mượn đến ngày 31 tháng 12 năm 2023. 

## Thống kê sự nghiệp

### Câu lạc bộ
Tính đến ngày 30 tháng 4 năm 2022.
| Câu lạc bộ          | Mùa giải            | Giải đấu            | Giải đấu | Giải đấu | Cúp quốc gia | Cúp quốc gia | Cúp Liên đoàn | Cúp Liên đoàn | Cúp lục địa | Cúp lục địa | Khác    | Khác   | Tổng cộng | Tổng cộng |
| Câu lạc bộ          | Mùa giải            | Hạng                | Số trận  | Số bàn   | Số trận      | Số bàn       | Số trận       | Số bàn        | Số trận     | Số bàn      | Số trận | Số bàn | Số trận   | Số bàn    |
| ------------------- | ------------------- | ------------------- | -------- | -------- | ------------ | ------------ | ------------- | ------------- | ----------- | ----------- | ------- | ------ | --------- | --------- |
| Sendai University   | 2019                | –                   | –        | –        | 2            | 0            | –             | –             | –           | –           | 0       | 0      | 2         | 0         |
| Yokohama            | 2019                | J2 League           | 21       | 6        | 0            | 0            | 0             | 0             | –           | –           | 0       | 0      | 21        | 6         |
| Yokohama            | 2020                | J1 league           | 20       | 7        | 0            | 0            | 1             | 0             | –           | –           | 0       | 0      | 21        | 7         |
| Yokohama            | 2021                | J1 league           | 30       | 3        | 0            | 0            | 3             | 0             | –           | –           | 0       | 0      | 33        | 3         |
| Yokohama            | Tổng cộng           | Tổng cộng           | 71       | 16       | 0            | 0            | 4             | 0             | 0           | 0           | 0       | 0      | 75        | 16        |
| Urawa Red Diamonds  | 2022                | J1 League           | 3        | 0        | 0            | 0            | 0             | 0             | 6           | 5           | 0       | 0      | 9         | 5         |
| Tổng cộng sự nghiệp | Tổng cộng sự nghiệp | Tổng cộng sự nghiệp | 74       | 16       | 2            | 0            | 4             | 0             | 6           | 5           | 0       | 0      | 86        | 21        |

## Thành tích
Urawa Red Diamonds
- AFC Champions League: 2022[4]